# مؤسسه استاندارد آلمان

نشان‌وارهٔ مؤسسه استاندارد آلمان.

بنیاد استاندارد آلمان (به آلمانی: Deutsches Institut für Normung) به اختصار دی‌آی‌اِن (در فارسی محاوره دین)، نام یک سازمان ملی آلمانی است که در راستای استانداردسازی فعالیت دارد و عضو سازمان بین‌المللی استانداردسازی از طرف آن کشور است.
این مؤسسهٔ استاندارد قدیمی از سال ۱۹۱۷ آغاز به کار کرده‌است و استانداردهای آن امروزه در سراسر دنیا مورد استفاده قرار می‌گیرد و با بیش از ۳۰٬۰۰۰ عنوان استاندارد تقریباً تمامی جوانب تکنولوژی را در بر می‌گیرد.
یکی از استاندارهای مورد استفاده در ایران استاندارد DIN 488 برای تولید میلگرد و مقاطع فولادی است.